# 국도 제307호선 (일본)

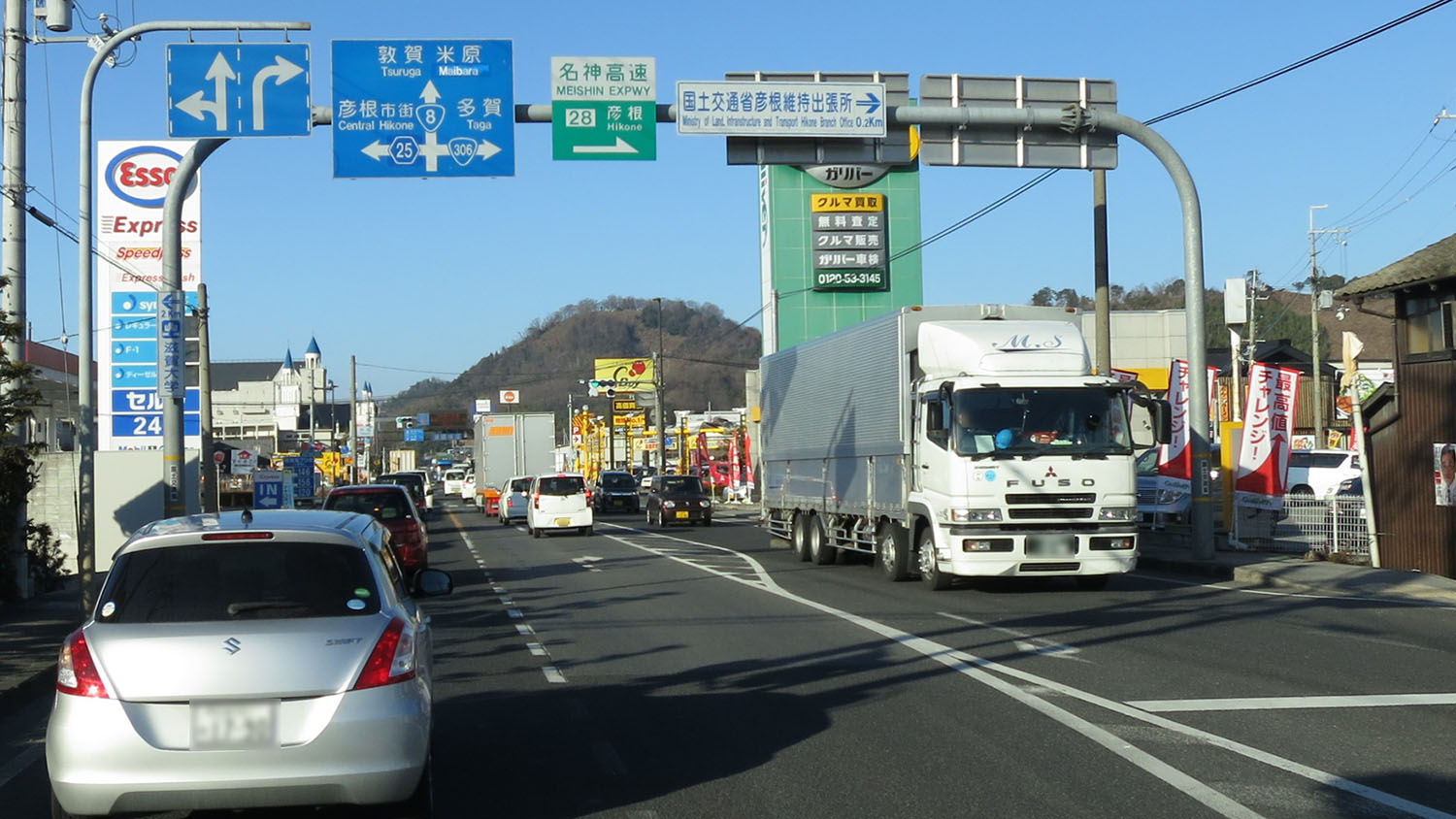
307번 국도의 기점
시가현 히코네시 도마치 교차로
(국도 제306호선의 종점)

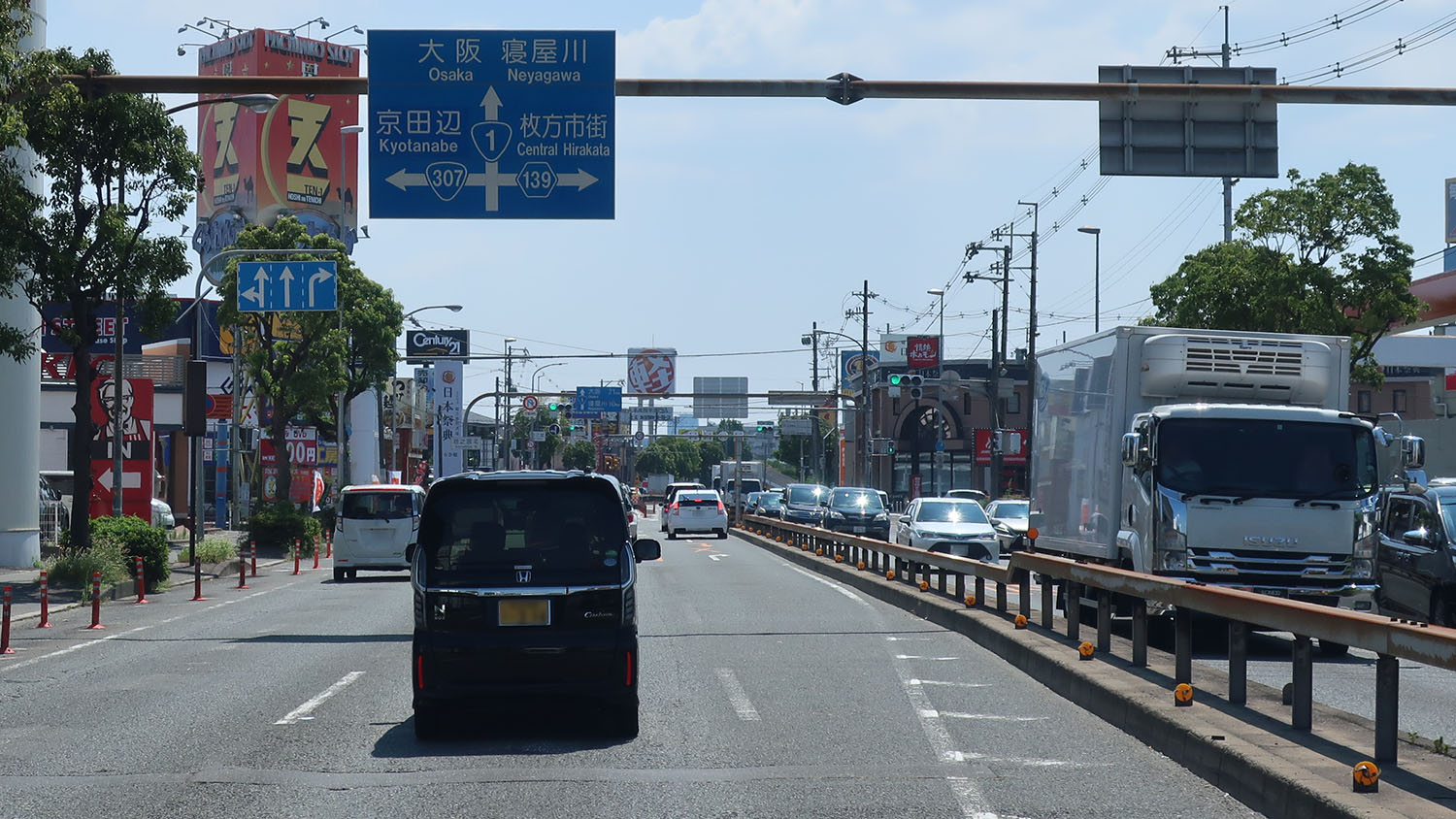
307번 국도의 종점 (오사카부 히라카타시)

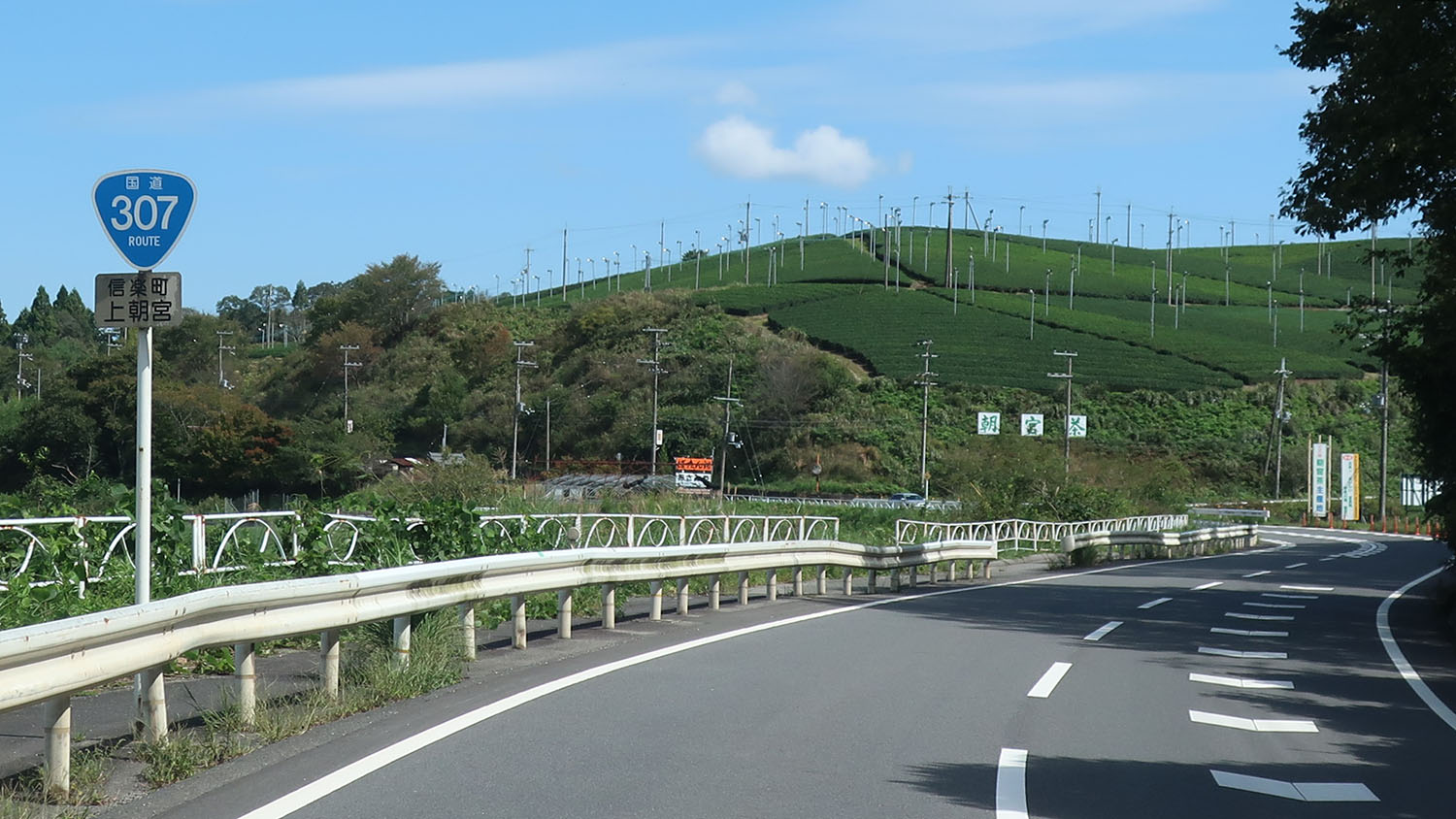
시가현 고카시 시가라키초
우측 정면부를 보면, 아사미야차의 차밭 (2018년 9월 촬영)

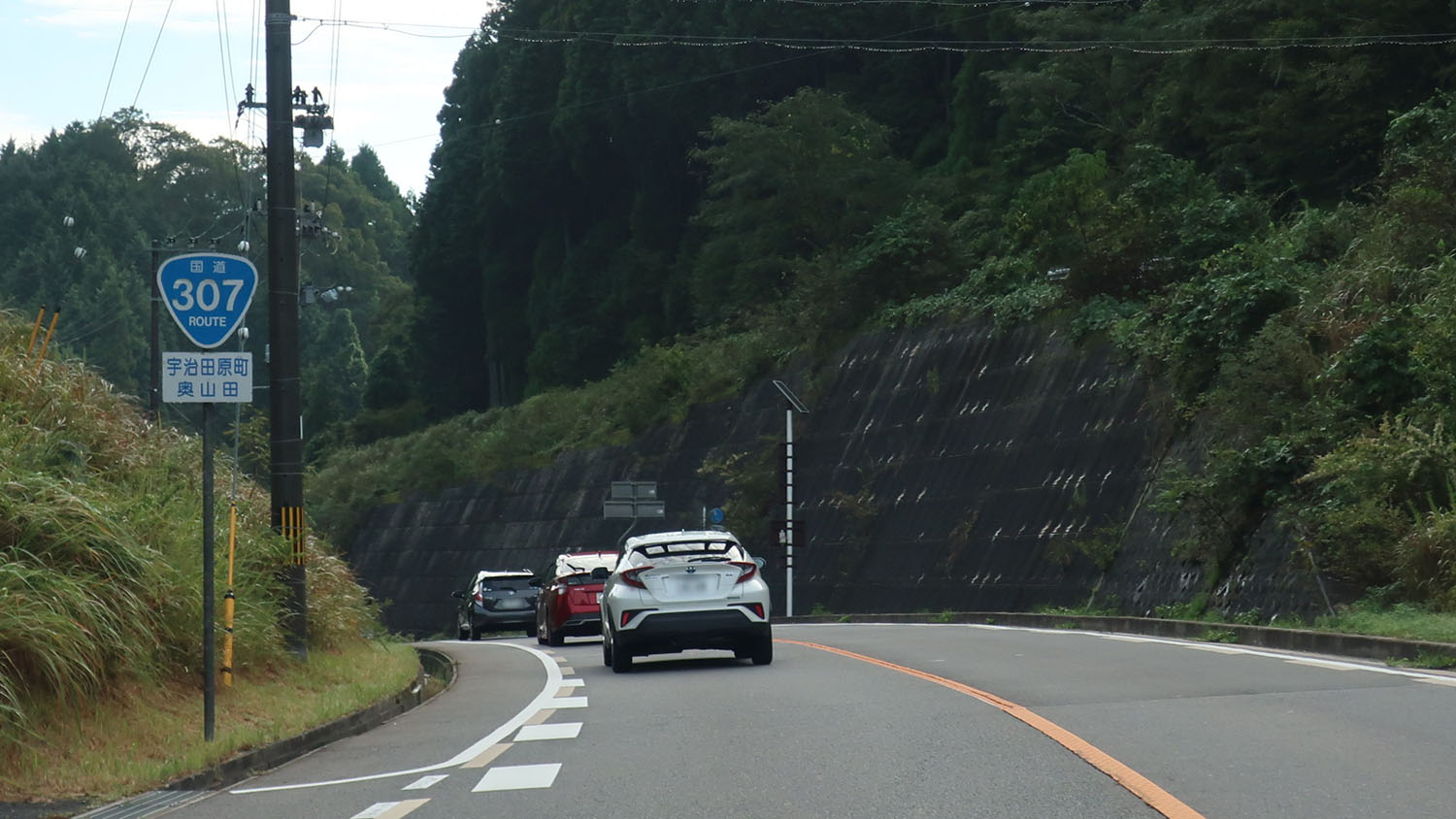
교토부 쓰즈키군 우지타와라정 (2018년 9월 촬영)

국도 제307호선(일본어: 国道307号)은 시가현 히코네시를 출발하여 교토부를 거쳐 오사카부 히라카타시까지 이어주는 총 연장 114.9 km, 실제 연장 108.6 km, 현도 95.3 km의 거리를 가진 일본의 일반 국도이다.

## 노선 정보
일반 국도의 노선을 지정하고 있는 정령에 의거한 기종점 및 경유지는 다음과 같다.
- 기점 : 히코네시 (도마치 교차로 = 국도 제8호선의 교점, 국도 제306호선의 종점)
- 종점 : 히라카타시 (도야마 교차로 = 국도 제1호선의 교점)
- 중요한 경과지 : 시가현 이누카미군 다가정, 요카이치시[1], 같은 현의 가모군 히노정, 고카군(일본어판) 미나쿠치정과 시가라키정[2], 조요시, 교토부 쓰즈키군 다나베정[3]
- 총 연장 : 114.9 km
- 중용 연장 : 6.3 km
- 실제 연장 : 108.6 km
  - 현도 : 95.3 km
  - 구도 : 10.4 km
  - 신도 : 2.8 km
- 지정 구간 : 없음

## 역사
- 1970년 4월 1일 : 일반 국도 제307호선(히코네시 - 히라카타시)으로 지정 시행

## 노선 개황

### 중복 구간
- 국도 제306호선 : 히코네시 도마 교차로 ~ 다가정 다가 교차로
- 국도 제422호선 : 고카시 시가라키초 일부 구간

### 별칭
- 오우미 그린로드
- 다나베 가도

### 바이패스
- 히노미나구치 유료 도로(일본어판)
- 시가라키 도로(일본어판)
- 나가노 바이패스(일본어판)
- 다나베 바이패스(일본어판)

## 지리

### 통과하는 지자체
- 시가현
  - 히코네시 - 이누카미군 다가정 - 이누카미군 고라정 - 에치군 아이쇼정 - 히가시오미시 - 가모군 히노정 - 고카시
- 교토부
  - 쓰즈키군 우지타와라정 - 조요시 - 쓰즈키군 이데정 - 교타나베시
- 오사카부
  - 히라카타시

### 통과하는 도로

#### 고속도로
- 메이신 고속도로
- 신메이신 고속도로
- 게이나와 자동차도(일본어판, 중국어판)
- 제2 게이한 도로(일본어판)

#### 국도
- 국도 제1호선
- 국도 제8호선
- 국도 제24호선
- 국도 제306호선
- 국도 제421호선
- 국도 제422호선
- 국도 제477호선

## 갤러리

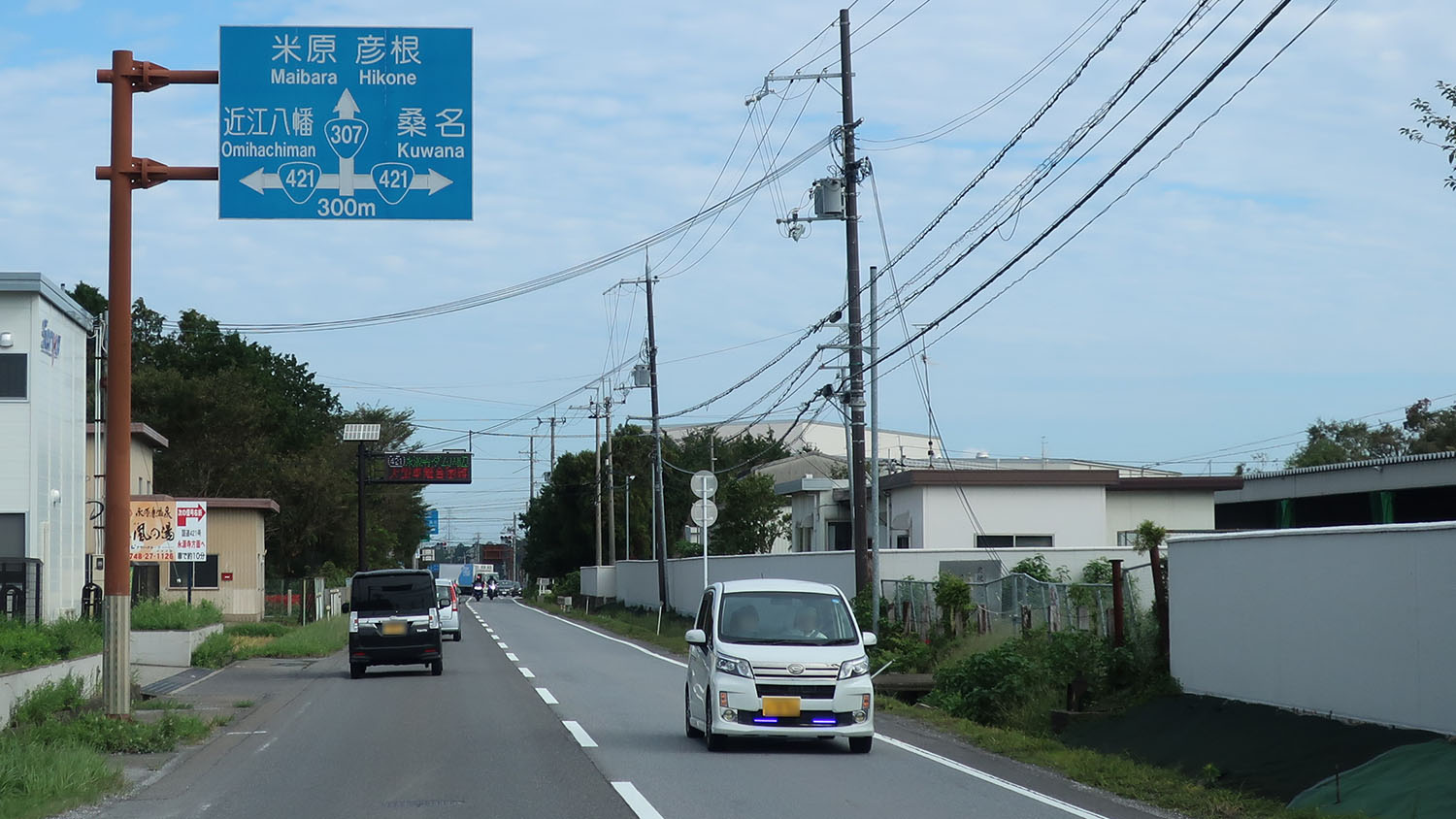
국도 제421호선과의 교차 시가현 히가시오미시 미소노초
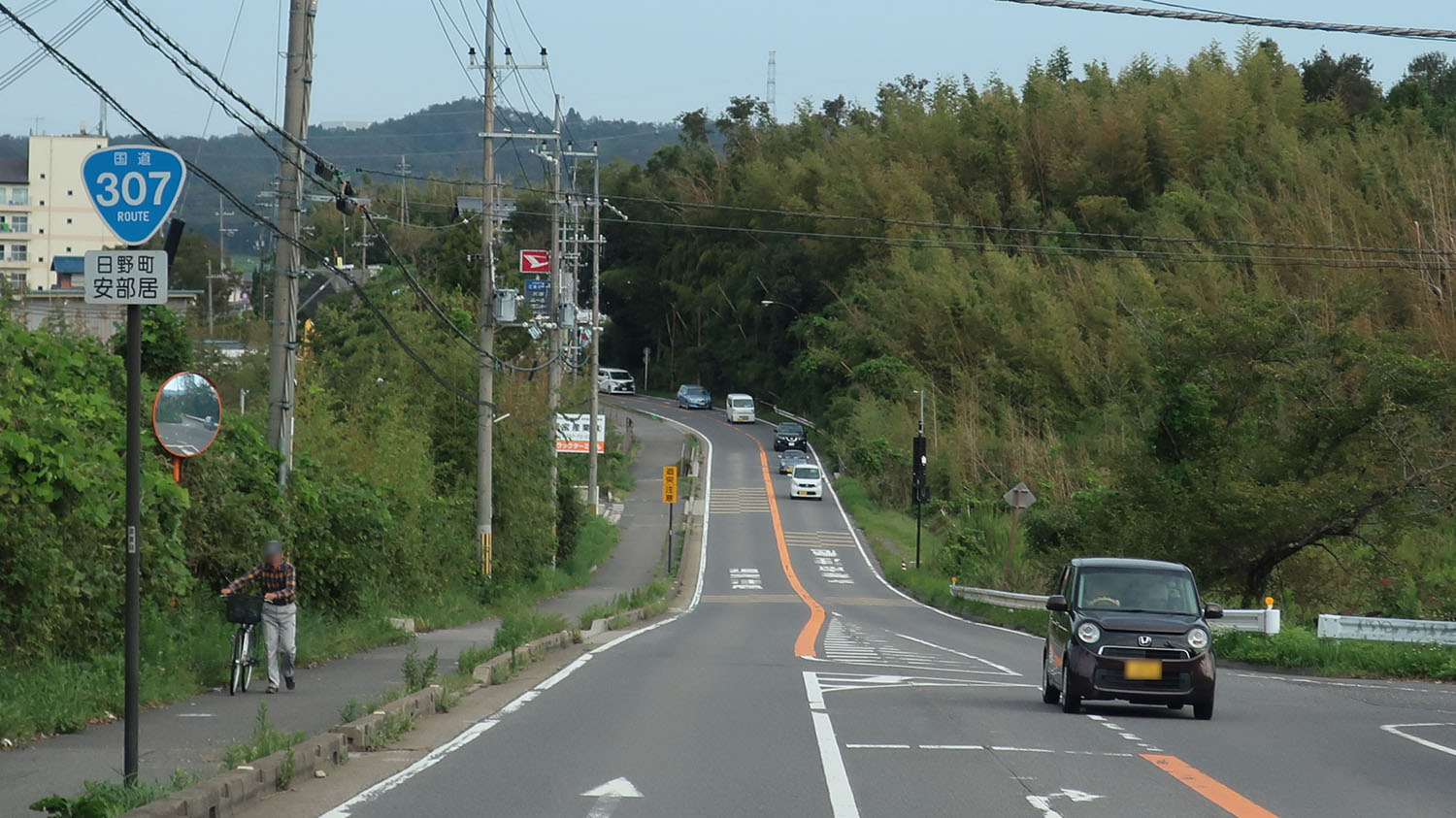
시가현 가모군 히노정 아베이
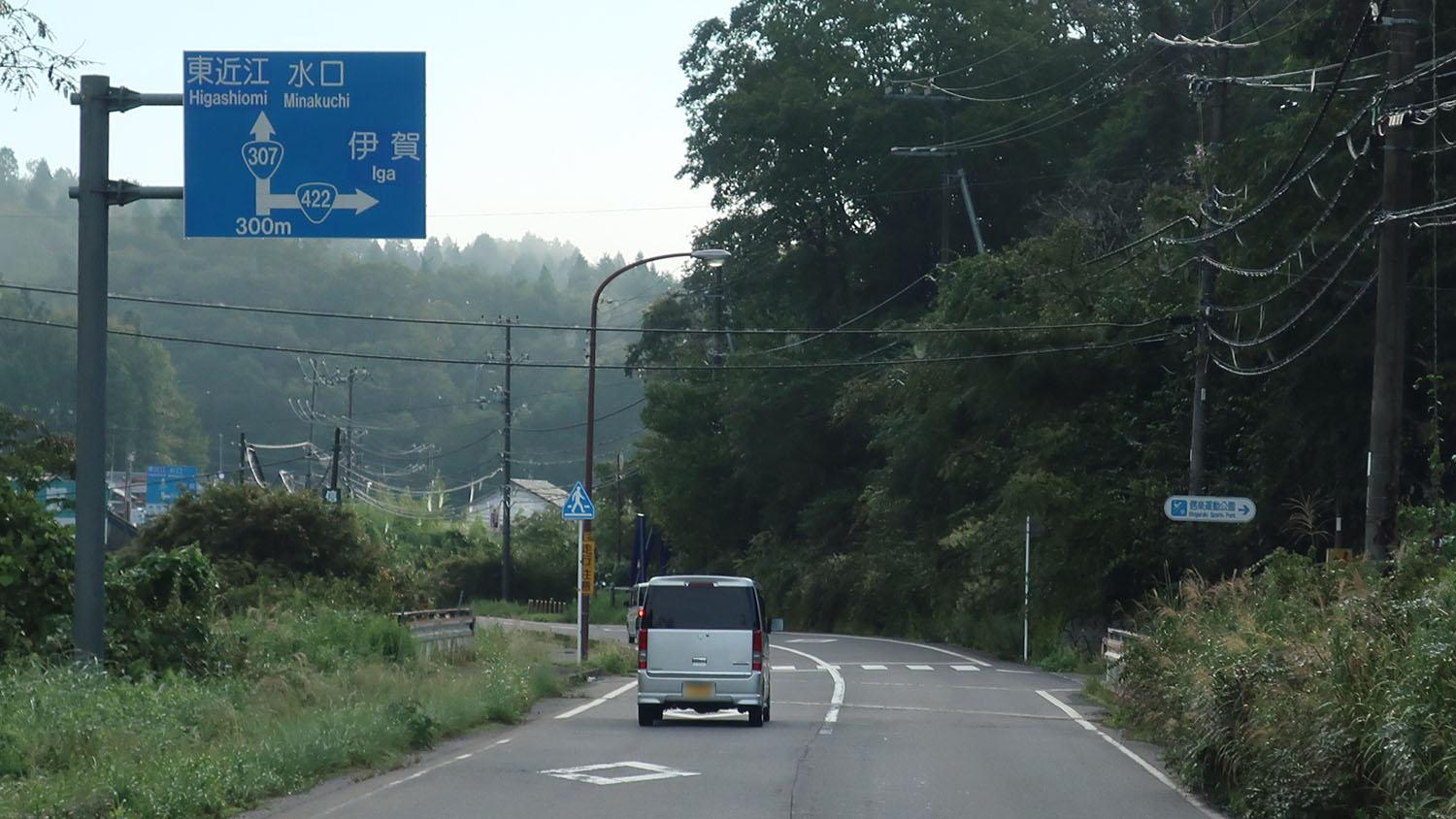
국도 제422호선과의 분기 시가현 고카시 시가라키초
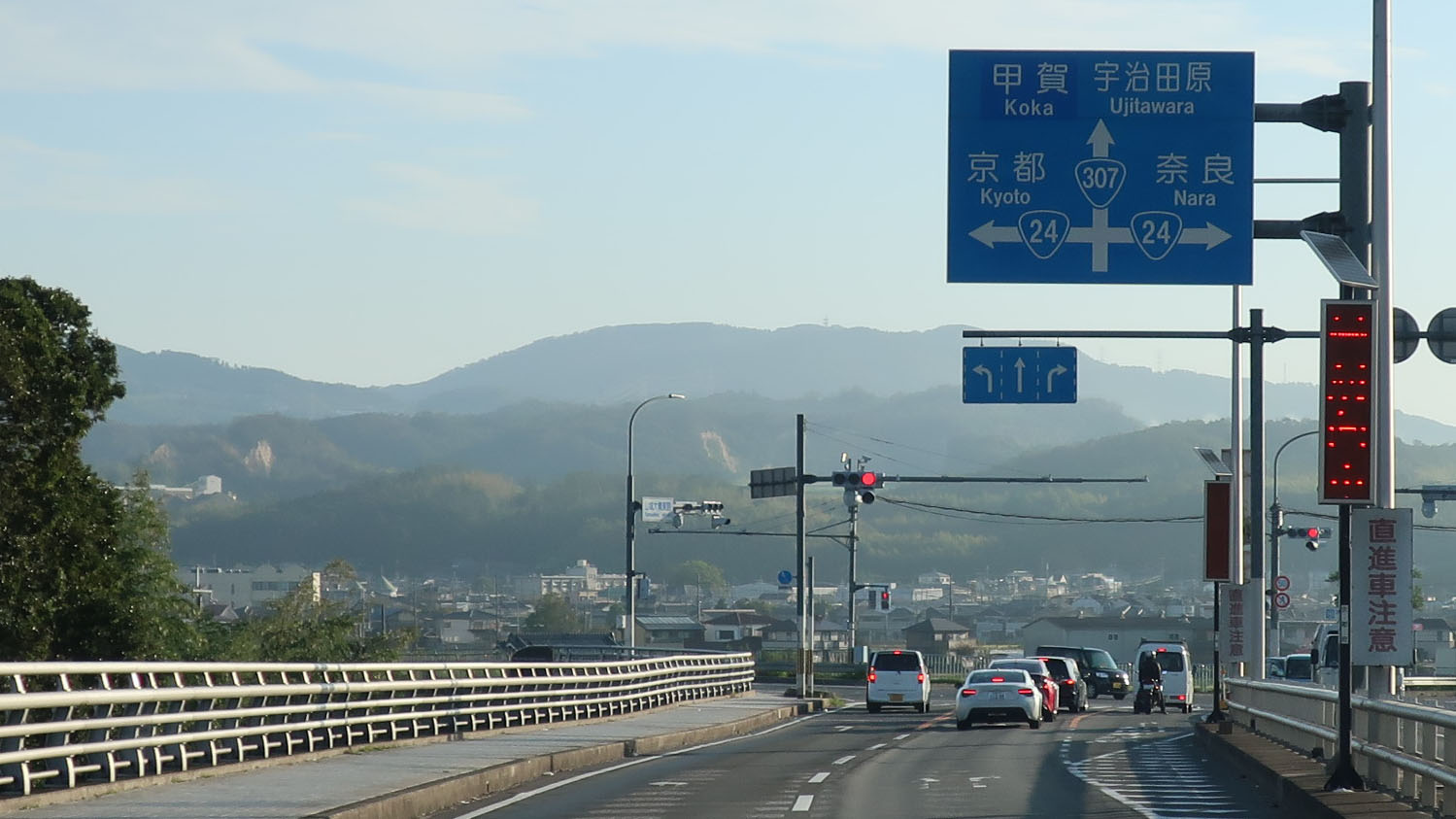
국도 제24호선과의 교차 교토부 쓰즈키군 이데정